# Freshwater National Park
Freshwater National Park är en park i Australien. Den ligger i delstaten Queensland, omkring 33 kilometer norr om delstatshuvudstaden Brisbane. Arean är 156 kvadratkilometer.
Trakten är tätbefolkad. Närmaste större samhälle är Burpengary, nära Freshwater National Park.
I omgivningarna runt Freshwater National Park växer huvudsakligen savannskog. Genomsnittlig årsnederbörd är 1 434 millimeter. Den regnigaste månaden är januari, med i genomsnitt 283 mm nederbörd, och den torraste är oktober, med 22 mm nederbörd.